# Ramon de Morenés i García-Alesson
Ramon de Morenés i García-Alesson (la Nou de Gaià, Tarragonès, 14 de setembre de 1866 - Madrid, 16 de juliol de 1934) fou un agrònom, aristòcrata i polític català, germà de Lluís de Morenés i García-Alesson, diputat a les Corts Espanyoles durant la restauració borbònica.
Entre altres títols, tenia el de comte de l'Asalto (amb grandesa d'Espanya) i de la Peña del Moro, marquès de Grigny i baró de les Quatre Torres. Era rebesnet de Carles de Morenes i de Caçador i fill de Carles de Morenés i de Tord. Fou elegit diputat pel districte de Tarragona a les eleccions generals espanyoles de 1899 i 1903. Posteriorment, fou senador des de 1907 a 1923. Propietari de nombroses finques agràries, fou director de l'escola especial d'agrònoms de Madrid, secretari del Congrés i membre de la Reial Acadèmia de la Història i de la comissió permanent a Madrid de l'Institut Agrícola Català de Sant Isidre. Durant la Dictadura de Primo de Rivera fou cap provincial d'Unión Patriótica, i com a tal fou membre de l'Assemblea Nacional de 1927.
Entre altres reconeixements, fou gentilhome de cambra, mestrant de Saragossa, cavaller del Reial Cos de la Noblesa de Catalunya i Gran Creu de l'Orde d'Isabel la Catòlica.